# The Gazette
The Gazette (ガゼット) –estilizado como the GazettE–, es una banda japonesa de metal alternativo formada en el año 2002, inicialmente bajo el nombre de Gazette por Ruki, Uruha y Reita. Luego de haber completado su formación con la integración de los miembros Aoi y Yune, que fue más tarde reemplazado por Kai, firmaron con el sello Matina Records y en 2002 editaron su primer sencillo titulado «Wakaremichi». Sin embargo este cerró sus puertas ese mismo año y PS Company sirvió como su reemplazo.
Para el año 2004 la banda decidió grabar su primer álbum de estudio titulado Disorder y se posicionó en el puesto número diecinueve de los álbumes más vendidos en Japón. Con el éxito que produjo su primer trabajo, King Records los unió a su sello y editaron sus siguientes álbumes; Nil, Stacked Rubbish y Dim, los cuales desarrollaron el sonido de la banda incluyendo influencias de música electrónica y Hip-Hop. Estos se posicionaron entre los más vendidos de Japón y les abrieron las puertas para girar mundialmente. Con la llegada del año 2010, decidieron abandonar King Records, para firmar con Sony Music y editar los sus posteriores trabajos Toxic, Division y BEAUTIFUL DEFORMITY.
Desde sus inicios, el uso de maquillaje junto a la estética utilizada por cada miembro, son elementos recurrentes en sus presentaciones y vídeos, que han permanecido y evolucionado a través de los años. The Gazette es catalogado como una de las bandas más exitosas de la escena visual kei, siendo reconocidos alrededor del mundo debido a la gran capacidad compositora de la banda y a su música con variados géneros mezclados. Si bien, ellos han aclarado que no les gusta catalogarse con géneros musicales, los estilos que predominan son el nu-metal y el rock progresivo.

## Miembros Actuales
- Ruki – voz, compositor, escritor (2002- presente)
- Uruha – guitarra, compositor (2002-presente)
- Aoi – guitarra rítmica, compositor (2002-presente)
- Kai – batería, compositor y líder (2003-presente)

### Fallecidos
- Yune[Nota 1] – batería (2002-2003)  (fallecido en 2022)
- Reita – bajo, compositor (2002-2024)  (fallecido en 2024)

## Discografía

### Álbumes de estudio
| Año  | Álbum                                                                                | Posición | Posición |
| Año  | Álbum                                                                                | [ 1 ]    |          |
| ---- | ------------------------------------------------------------------------------------ | -------- | -------- |
| 2004 | Disorder - Formatos: CD, LP, CS                                                      | 19       |          |
| 2006 | Nil - Formatos: CD, CS, LP                                                           | 4        |          |
| 2007 | Stacked Rubbish                                                                      | 3        |          |
| 2009 | Dim - Formatos: CD, CS, LP                                                           | 5        |          |
| 2011 | Toxic - Formatos: CD, CS, LP                                                         | 6        |          |
| 2012 | Division - Formatos: CD, CS, LP                                                      | 4        |          |
| 2013 | Beautiful Deformity - Formatos: CD, CS, LP                                           | 8        |          |
| 2015 | Dogma - Formatos: CD, CS, LP                                                         | 3        |          |
| 2018 | Ninth - Publicación: 13 de junio - Discográfica: PS Company / Sony Music - Formatos: | ?        |          |
| 2021 | Mass - Publicación: 26 de mayo - Discográfica: Sony Music - Formatos:                | ?        |          |

### Sencillos
| Año  | Sencillo | Posición | Posición |
| Año  | Sencillo | [ 1 ]    |          |
| ---- | --- | -------- | -------- |
| 2002 | Wakaremichi - Publicación: 30 de abril - Discográfica: Matina - Formatos: CD, CS                                                                           | —        |          |
| 2002 | Gozen 0-ji no Trauma Radio - Publicación: 30 de septiembre - Discográfica: Matina - Formatos: CD, CS                                                       | —        |          |
| 2004 | Miseinen - Publicación: 28 de julio - Discográfica: PS Company / King Records - Formatos: CD, CS                                                           | 25       |          |
| 2004 | Dainippon Itangeishateki Noumiso Chuzuri Zecchou Zekkei Ongen Shuu - Publicación: 28 de julio - Discográfica: PS Company / King Records - Formatos: CD, CS | 102      |          |
| 2004 | Zakurogata no Yuuutsu - Publicación: 28 de julio - Discográfica: PS Company / King Records - Formatos: CD, CS                                              | 23       |          |
| 2004 | Zetsu - Publicación: 28 de julio - Discográfica: PS Company / King Records - Formatos: CD, CS                                                              | 24       |          |
| 2005 | Reila - Publicación: 9 de marzo - Discográfica: PS Company / King Records - Formatos: CD, CS                                                               | 24       |          |
| 2005 | Cassis - Publicación: 7 de diciembre - Discográfica: PS Company / King Records - Formatos: CD, CS                                                          | 6        |          |
| 2006 | Regret - Publicación: 25 de octubre - Discográfica: PS Company / King Records - Formatos: CD, CS                                                           | 9        |          |
| 2006 | Filth in the Beauty - Publicación: 1 de noviembre - Discográfica: PS Company / King Records - Formatos: CD, CS                                             | 5        |          |
| 2007 | Hyena - Publicación: 7 de febrero - Discográfica: PS Company / King Records - Formatos: CD, CS                                                             | 4        |          |
| 2008 | Guren - Publicación: 13 de febrero - Discográfica: PS Company / King Records - Formatos: CD                                                                | 3        |          |
| 2008 | LEECH - Publicación: 12 de noviembre - Discográfica: PS Company / King Records - Formatos: CD                                                              | 2        |          |
| 2009 | DISTRESS AND COMA - Publicación: 25 de marzo - Discográfica: PS Company / King Records - Formatos: CD                                                      | 3        |          |
| 2009 | BEFORE I DECAY - Publicación: 7 de octubre - Discográfica: PS Company / King Records - Formatos: CD                                                        | 2        |          |
| 2010 | Shiver - Publicación: 21 de julio - Discográfica: PS Company / Sony Music - Formatos: CD                                                                   | 2        |          |
| 2010 | RED - Publicación: 22 de septiembre - Discográfica: PS Company / Sony Music - Formatos: CD                                                                 | 6        |          |
| 2010 | Pledge - Publicación: 15 de diciembre - Discográfica: PS Company / Sony Music - Formatos: CD                                                               | 2        |          |
| 2011 | VORTEX - Publicación: 25 de mayo - Discográfica: PS Company / Sony Music - Formatos: CD                                                                    | 5        |          |
| 2011 | REMEMBER THE URGE - Publicación: 31 de agosto - Discográfica: PS Company / Sony Music - Formatos: CD, Digital                                              | 6        |          |
| 2013 | FADELESS - Publicación: 21 de agosto - Discográfica: PS Company / Sony Music - Formatos: CD, Digital                                                       | 4        |          |
| 2015 | UGLY - Publicación: 18 de noviembre - Discográfica: PS Company / Sony Music - Formatos: CD, Digital                                                        | 16       |          |
| 2016 | UNDYING - Publicación: 27 de abril - Discográfica: PS Company / Sony Music - Formatos: CD, Digital                                                         | 10       |          |
| 2018 | Falling - Publicación: 20 de abril - Discográfica: PS Company / Sony Music - Formatos: CD, Digital                                                         | -        |          |

### Páginas oficiales
- Página oficial en PS Company (inglés & japonés)
- Página oficial en Sony Music (japonés)
- Facebook oficial (inglés)
- MySpace oficial (inglés)

- Datos: Q256319
- Multimedia: The Gazette (band) / Q256319

1. ↑  Se desconoce el apellido y nombre de este miembro debido a su corta estadía en la banda.